# عنبره سلام خالدی
عنبره سلام خالدی (عربی: عنبرة سلام الخالدی) (۴ اوت ۱۸۹۷ – مه ۱۹۸۶) یک فمینیست، مترجم و نویسنده لبنانی بود که سهم قابل توجهی در بیداری زنان عرب داشت.

## سنین جوانی و تحصیل
خالدی در سال ۱۸۹۷ در یک خانواده سنتی سرشناس مسلمان لبنانی در بیروت به دنیا آمد او دختر سلیم علی سلام، تاجر و نماینده مجلس عثمانی بود و مادرش از خانواده‌های قدیمی و برجسته، یعنی باربیر بود. برادرش صائب سلام به عنوان نخست‌وزیر لبنان خدمت کرد. دو تن از برادران او نیز پست‌هایی در کابینه داشتند. یکی از خواهران او همسر رشید کرمی، نخست‌وزیر لبنان بود.
در سال ۱۹۱۳ در اولین کنگره عربی در پاریس، خالدی به همراه دو زن دیگر تلگرافی به این کنگره فرستادند. این تلگراف اولین پیامی بود که با صدای بلند در آن کنگره خوانده شد. او در نظام مدرن تحصیلاتش را طی کرد و زبان فرانسه را فراگرفت. عنبره و خواهران و برادرانش در کالج انگلیسی سوریه در راس بیروت، که بعدها به دانشگاه آمریکایی بیروت تبدیل شد، تحصیل کردند. او از سال ۱۹۲۵ تا ۱۹۲۷، به مدت دو سال در انگلستان تحصیل کرد. زندگی در انگلیس به ویژه مواجهه او با زنان انگلیسی و مبارزهٔ آن‌ها برای رهایی و پیوستن به نیروی کار، تأثیر مهمی بر ذهنیت او گذاشت.

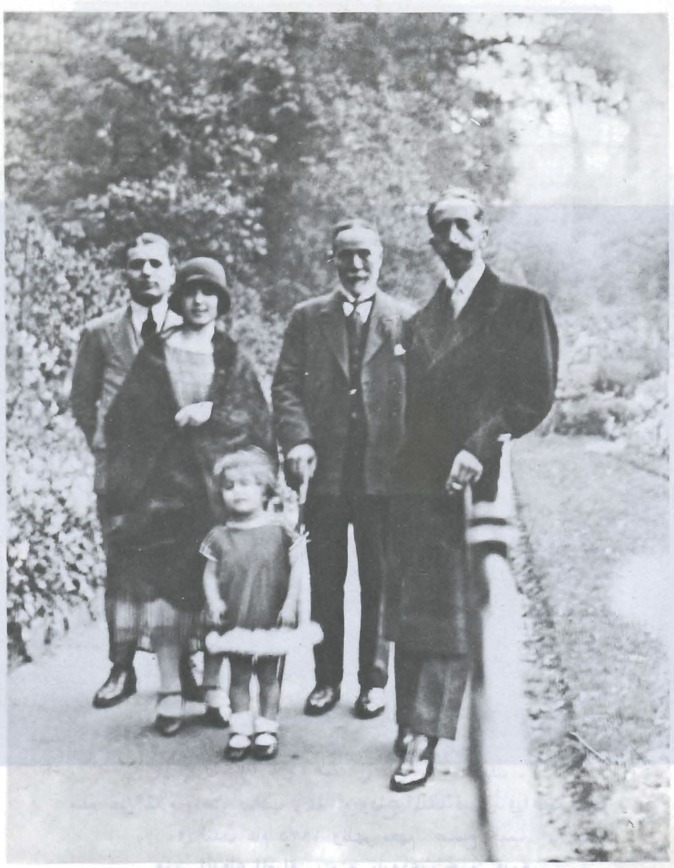
سلیم علی سلام به همراه شاه فیصل اول در پارک ریچموند لندن در سال ۱۹۲۵ به همراه پسرش، صائب سلام و دختران عنبره و رشا. عنبره را می‌توان با یک کلاه و دامن نیمه ساق پا، برخلاف سنت‌های اجتماعی رایج در بیروت آن زمان دید.

## فعالیت‌ها
خالدی پس از بازگشت به بیروت به جنبش زنان پیشگام به نام «جامعه رنسانس زنان» پیوست. او در آنجا روی پیشبرد نقش زنان در جامعه و سیاست، تشویق محصولات ملی منسوجات و مد لبنان، و تأسیس مدارسی برای زنان و حمایت از آموزش زنان کار کرد.
در سال ۱۹۱۷، عنبره به تأسیس یک باشگاه فرهنگی اجتماعی به نام «باشگاه زنان مسلمان» جوان کمک کرد و سپس رئیس آن شد. این باشگاه با چهره های برجسته و محققانی که در موضوعات مختلف علمی و ادبی سخنرانی می‌کردند ارتباط داشت.
در سال ۱۹۲۷ خالدی از سوی دانشگاه آمریکایی بیروت دعوت شد تا در مورد دوران اقامت خود در انگلستان صحبت کند. سخنرانی او عنوانش «زنی شرقی در انگلیس» بود که طی آن وقتی روی صحنه رفت، نقابش را برداشت. او اولین زن مسلمان در لبنان بود که علناً حجاب را کنار گذاشت.
همچنین او اولین کسی بود که ادیسه هومر و آئنید ویرژیل را به عربی ترجمه کرد.
خاطرات او در سال ۱۹۷۸ با عنوان سیری در خاطرات میان لبنان و فلسطین(به عربی: جولة في الذكريات بين لبنان وفلسطين) منتشر شد. این کتاب در سال ۲۰۱۳ تحت عنوان خاطرات یک فمینیست پیشگام عرب(به انگلیسی: Memoirs of an Early Arab Feminist)، به انگلیسی ترجمه شد. خالدی در خاطرات خود بر تأثیرات منفی فعالیت‌های جمال پاشا، حاکم عثمانی سوریه بر خانواده و دوران کودکی اش تأکید می‌کند.

## زندگی شخصی و مرگ
عنبره سلام در سال ۱۹۲۹ با یک معلم فلسطینی به نام احمد سامح خالدی (متوفی ۱۹۵۱) ازدواج کرد این دومین ازدواج او بود. او مدیر کالج عربی قدس در بیت‌المقدس فلسطین تحت قیمومیت بود. آنها در بیت‌المقدس ساکن بودند و پس از نکبت به لبنان بازگشتند و در بیروت ساکن شدند. او در ماه مه ۱۹۸۶ در بیروت درگذشت.

## بزرگداشت
عنبره سلام خالدی در ۴ اوت ۲۰۱۸، در صد و بیست و یکمین سالگرد تولدش، سوژه دودل گوگل بود.